# 1998 SZ115
1998 SZ115 är en asteroid i huvudbältet som upptäcktes den 26 september 1998 av LINEAR i Socorro County, New Mexico.
Den tillhör asteroidgruppen Hygiea.